# Glenn No. 3948
Glenn No. 3948 (Originaltitel: Glenn, the Flying Robot) ist ein belgisches Science-Fiction-Filmdrama von 2010.

## Handlung
Der Pianist Jack liebt Lana, aber jene ist mit dessen Konkurrenten Henry zusammen. Bei einer Auseinandersetzung nach einem Konzert wird Jacks Hand gebrochen und er kann somit nicht mehr spielen. Jack bemerkt seinen Haushaltsroboter, der sich das Klavierspiel abgeschaut hatte. Bei einer Privataufführung mit Experten will Jack beweisen, dass sein Roboter besser spielt als Henry, aber der Roboter scheitert bei dem Versuch, Chopin aufzuführen.
Bei einem Besuch von Henry wird jener aggressiv gegen den Roboter. Jener wehrt sich mit einem Stromschlag und sperrt ihn ein. Als sich Jack und Henry wieder im Loft treffen hat sich der Roboter zu einer Bombe umgebaut inklusive aller Türen. Die Bombe entschärft sich nur, wenn es gelänge wie Glenn Gould zu spielen. Gemeinsam schaffen dies die beiden Kontrahenten und der Roboter gibt sich geschlagen. Draußen sprengt sich der Roboter in die Luft.  

## Kritik
„Origineller Arthouse-SF-Thriller aus Belgien.“